# Zamach w Bagdadzie (18 kwietnia 2007)
Zamachy w Bagdadzie miały miejsce 18 kwietnia 2007 roku i były to eksplozje pięć samochodów-pułapek w różnych częściach irackiej stolicy w których zginęło 198 osób, a 251 zostało rannych. 

## Zamachy
Pierwsza eksplozja wystąpiła w dzielnicy Risafi w minibusie. Wówczas zginęły 4 osoby, a pięć odniosło rany. W dzielnicy Karrada miał miejsce drugi wybuch. Tam eksplodował zaparkowany samochód, który zabił 11 osób, a ranił 13. Trzecia eksplozja nastąpiła wtedy gdy zamachowiec-samobójca wjechał samochodem wyładowanym ładunkami wybuchowymi w punkt kontrolny irackiej policji. W tym ataku zginęło co najmniej 41 osób w tym pięciu funkcjonariuszy policji, a 76 zostało rannych. Godzinę później na targowisku w al-Sadriya wydarzył się najkrwawszy zamach dnia - w wyniku eksplozji samochodu-pułapki zginęło ok. 140 osób, przy 148 rannych. Ostatnia eksplozja samochodu-pułapki miała miejsce także w Sadriya. Zabitymi okazali się dwaj policjanci, a 8 zostało rannych.